# 히우두 지 안드라지 펠리시시무
히우두 지 안드라지 펠리시시무(포르투갈어: Rildo de Andrade Felicissimo, 1989년 3월 20일 ~ )는 브라질의 축구 선수이다. 포지션은 공격수이고 현재 브라질 리그의 AD 상카에타누 소속이다.